# شانكار اوراون
شانكار اوراون (8 أغسطس 1989 بتشيناي في الهند - ) هو لاعب كرة قدم هندي في مركز الهجوم. لعب مع نادي موهون باغان وUnited SC ‏.

## وصلات خارجية
- شانكار اوراون على موقع قاعدة بيانات كرة القدم.إي يو (الإنجليزية)
- شانكار اوراون على موقع Soccerway.com (الإنجليزية)